# Fernando Bosch Tortajada
Fernando Bosch Tortajada (Vila-real, Plana Baixa, 8 de gener de 1908 - Illa de Key West, Florida, 1987) fou un pintor i dissenyador gràfic valencià. També signava com a Bosch.

## Biografia
El seu padrí de pila fou l'escultor José Ortells. La seua iniciació artística va estar guiada per son pare, el pintor decorador natural d'Alcalà de Xivert en Juan Bosch Pons que, a començaments del proppassat segle, va establir una acadèmia privada de pintura al carrer dels Desemparats i va realitzar algunes estimables obres artístiques a la ciutat de Vila-real, com ara els llenços del saló d'actes del Casino Antic al carrer Major o la decoració mural del saló de sessions de la Comunitat de Regants. La mare de Ferran Bosch tenia una mena de guarderia infantil a la mateixa casa familiar.
Quan la família Bosch es trasllada a Barcelona cap als anys vint, Fernando va continuar l'aprenentatge artístic i va mostrar la seua obra a diverses exposicions tant a Madrid com a la capital catalana. Al mateix temps, començava a destacar com a il·lustrador de llibres i de revistes d'actualitat, col·laborant amb reconegudes empreses com Editorial Molino, "Blanco y Negro", "La Esfera" o "El Hogar y la Moda".
Als vint-i-nou anys i espantat per l'avanç de la guerra civil espanyola, marxa a París on reafirma la seua consideració entre els cercles artístics del moment amb una destacada exposició a la galeria d'art "Carpentier". Contractat per la prestigiosa revista de moda "Vogue" es converteix en habitual col·laborador gràfic dels més importants creadors parisencs de l'alta costura, des de Balenciaga a Christian Dior. El modista Hubert de Givenchy reconeixia en el llibre de les seues memòries que els primers passos que va donar en el disseny de moda varen ser inspirats per la imitació dels dibuixos del nostre pintor. L'arribada de la Segona Guerra Mundial, i l'aparença alemanya del seu cognom, el van motivar a alterar-lo públicament, signant a partir d'aleshores totes les seues obres com "Bosc".
El 1947 va ser contractat per la revista "Harper's Bazar" i s'instal·la a la ciutat de Nova York, als Estats Units, on continua essent un dels grans representants del disseny de moda, al mateix temps que inicia una segona etapa com a pintor, amb obres de caràcter expressionista i amb diverses iniciatives d'aprofundiment en les tendències abstractes, de les quals farà mostra en distintes importants galeries del país nord-americà, i molt allunyat ja del castís costumisme de les seues primeres manifestacions plàstiques. El 1960 decideix romandre de manera definitiva als Estats Units i adopta aquella nacionalitat, la qual li és definitivament concedida en eixe mateix any.
Fernando Bosch estableix la seua residència a l'illa de Key West, a l'estat de Florida, on viu els seus darrers anys en contacte amb importants personalitats de la vida cultural americana, com ara els escriptors Ernest Hemingway o Truman Capote, mentre continua incessant una variada producció pictòrica ara repartida per importants col·leccions particulars. A aquest lloc, a prop de Miami, va morir amb setanta-nou anys.